# Unterseeboot 1059
L'Unterseeboot 1059 ou U-1059 est un sous-marin allemand (U-Boot) de type VIIF utilisé par la Kriegsmarine pendant la Seconde Guerre mondiale.
Le sous-marin est commandé le 25 août 1941 à Kiel (Arsenal Germania), sa quille posée le 4 juin 1942, il est lancé le 12 mars 1943 et mis en service le 1er mai 1943, sous le commandement de l'Oberleutnant zur See Herbert Brüninghaus.
L'U-1059 n'endommage ni ne coule aucun navire au cours de l'unique patrouille (44 jours en mer) qu'il effectue.
Il est coulé par l'Aviation américaine dans l'Atlantique Nord, en mars 1944.

## Conception
Le type VII classe F, conçu en 1941, était un transporteur de torpilles. C'était le plus lourd et le plus gros des U-Boots de type VII construits. Son armement était identique à l'exception du fait qu'il ne disposait pas de canons sur le pont, mais il pouvait en contrepartie embarquer jusqu'à 39 torpilles.
L'U-1059 avait un déplacement de 1 084 tonnes en surface et 1 181 tonnes en plongée. Il avait une longueur totale de 77,60 m, un maître-bau de 7,30 m, une hauteur de 9,60 m et un tirant d'eau de 4,90 m. Le sous-marin était propulsé par deux hélices de 1,23 m, deux moteurs Diesel Germaniawerft F46 de 6 cylindres en ligne de 3 200 ch, produisant un total de 2 060 à 2 350 kW en surface et de deux moteurs électriques Allgemeine Elektricitäts-Gesellschaft GU 460/8-276 de 750 ch, produisant un total 560 kW, en plongée. Le sous-marin avait une vitesse en surface de 17,6 nœuds (32,6 km/h) et une vitesse de 7,9 nœuds (14,6 km/h) en plongée. Immergé, il avait un rayon d'action de 87 milles marins (140 km) à 4 nœuds (7,4 km/h; 4,6 milles par heure) et pouvait atteindre une profondeur de 200 m. En surface son rayon d'action était de 16 898 milles nautiques (soit 27 195 km) à 10 nœuds (19 km/h).
L'U-1059 était équipé de cinq tubes lance-torpilles de 53,3 cm (quatre montés à l'avant et un à l'arrière) et embarquait 39 torpilles. Il était équipé d'un canon 37 mm Flak M/42 qui tire à 15 350 mètres avec une cadence théorique de 50 coups par minute et de deux canons antiaérien de 20 mm C38 Flak avec 4 380 coups. Son équipage comprenait 4 officiers et 40 à 56 sous-mariniers.

## Historique
Il suit sa période d'entraînement initial à la 5. Unterseebootsflottille jusqu'au 31 décembre 1943, puis rejoint son unité de combat dans la 12. Unterseebootsflottille.
Sa première patrouille est précédée d'un court trajet de Kiel à Bergen. Elle commence le 12 février 1944 au départ de Bergen pour l'Extrême-Orient. L'U-1059 fait partie du Monsun Gruppe. Il se dirige vers Penang en transportant une cargaison de 39 torpilles (40 selon une autre source).

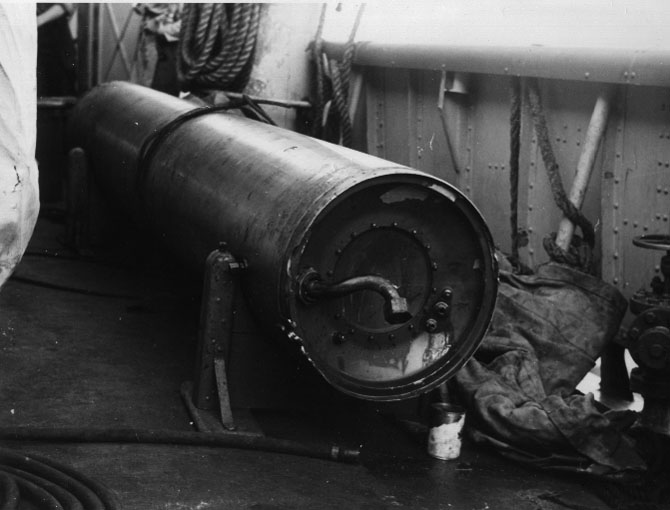
Arrière d'une torpille G7E récupéré par l' après le naufrage de lU-1059.

Le 19 mars 1944, il est repéré en surface, à l'ouest-sud-ouest des îles du Cap Vert, par un appareil du porte-avions d'escorte USS Block Island. Des membres de l'équipage sont en train de prendre un bain de mer, tous sauf un réussissent à remonter à bord avant que le kiosque soit mitraillé par un Wildcat du VC-6 piloté par le Flight lieutenant W. H. Cole. L'Avenger du VC-6, piloté par le Flight lieutenant N. T. Dowty, passe au travers d'une défense anti-aérienne très dense. L'appareil est touché et le pilote est mortellement blessé ; avant de s'écraser en mer, il largue deux charges de profondeur, dont une explose et déclenche les torpilles que l'U-1059 transporte, le détruisant. Il coule par l'arrière à la position 13° 10′ N, 33° 44′ O, emportant quarante-sept membres d'équipage.
Le seul survivant de l'équipage de l'Avenger est l'Enseigne Mark E. Fitzgerald ; monté dans son canot de sauvetage il se trouve parmi les survivants de l'U-1059. Fitzgerald hisse à son bord un Allemand gravement blessé et après la pose d'un garrot, remet le sous-marinier à la mer. Il décourage quiconque de prendre son canot, armé d'un couteau et d'un pistolet. Le destroyer USS Corry arrive sur place et recueille Fitzgerald et huit survivants de l'U-1059, y compris son Commandant.

## Affectations
- 5. Unterseebootsflottille du 1er mai au 31 décembre 1943 (Période de formation).
- 12. Unterseebootsflottille du 1er janvier au 19 mars 1944 (Unité combattante).

## Commandement
- Kapitänleutnant Herbert Brüninghaus du 1er mai au 30 septembre 1943.
- Oberleutnant zur See Günter Leupold du 1er octobre 1943 au 19 mars 1944.

## Patrouilles
|       | Commandant           | Départ          | Départ | Arrivée         | Arrivée | Jours    | Succès |
| ----- | -------------------- | --------------- | ------ | --------------- | ------- | -------- | ------ |
|       | Oblt. Günter Leupold | 4 février 1944  | Kiel   | 10 février 1944 | Bergen  | 7 jours  |        |
| 1     | Oblt. Günter Leupold | 12 février 1944 | Bergen | 19 mars 1944    | Coulé   | 37 jours |        |
| Total | Total                | Total           | Total  | Total           | Total   | 44 jours | 0 t    |

Note : Oblt. = Oberleutnant zur See